# 모악산

모악정

모악산(母岳山)은 전북특별자치도 김제시와 완주군에 걸쳐있는 높이 793m의 산이다. 1971년 12월 1일에 도립공원으로 지정되었다. 모악산 도립공원 입구에는 백제 법왕 원년(599년)에 창건된 〈금산사〉라는 사찰(절)이 있다.
2002년 10월, 산림청이 모악산을 대한민국 100대 명산 중 하나로 선정키도 하였다.
모악산 정상에 있는 구조물은, 대부분이 방송사 송신탑(JTV, KBS전주)으로 1977년 KBS전주방송국이 TV방송 전파 송출 등을 위해 세워졌고, 이후에 차라리 모악산의 정상 복원을 위해 송신탑을 철거해야 한다는 지적을 받아 오다가 2008년 송신탑 옥상이 일반에 개방되었다.

## 유래
《금산사지(金山寺誌)》에 "엄뫼"라는 큰 산을 뜻하는 것으로 한자가 들어오면서 어머니 산이라는 뜻으로 의역하여 모악이라고 적혀 있다고 한다.
모악산 꼭대기에 아기를 안고 있는 어머니의 모습을 닮은 큰 바위가 있어 모악산이라고 불리는 설이 있다.

## 생태
전북녹색연합의 조사에 의하면 모악산에 분포하는 식물상을 조사한 결과 모악산에 940여종의 식물과 환경부 지정 멸종위기 2급 법적보호종 애기등과 희귀식물인 고란초가 자라고 있으며 멸종위기 2급 천연기념물 제328호로 지정된 포유류인 하늘다람쥐가 서식하고 있다.

## 방송 송신 시설

### 디지털TV방송
| 디지털TV  |                            |           |                     |       |                                                                                       |
| 가상채널  | 방송국명                   | 호출부호  | 물리채널            | 출력  | 가시청권                                                                              |
| CH 6-1    | JTV DTV                    | HLDQ-DTV  | CH 33               | 2.5㎾ | 전북 전주, 완주, 익산, 군산, 김제, 부안, 정읍, 임실, 충남 서천, 부여, 논산            |
| CH 7-1    | KBS전주 DTV2               | HLAS-DTV  | CH 44               | 2.5㎾ | 전북 전주, 완주, 익산, 군산, 김제, 부안, 정읍, 임실, 충남 서천, 부여, 논산            |
| CH 9-1    | KBS전주 DTV1               | HLKF-DTV  | CH 27               | 2.5㎾ | 전북 전주, 완주, 익산, 군산, 김제, 부안, 정읍, 임실, 충남 서천, 부여, 논산            |
| CH 10-1   | EBS 1TV                    | HLQL-DTV  | CH 46               | 2.5㎾ | 전북 전주, 완주, 익산, 군산, 김제, 부안, 정읍, 임실, 충남 서천, 부여, 논산            |
| CH 10-2   | EBS 2TV                    | HLQL-DTV  | CH 46               | 2.5㎾ | 전북 전주, 완주, 익산, 군산, 김제, 부안, 정읍, 임실, 충남 서천, 부여, 논산            |
| CH 11-1   | 전주MBC DTV                | HLCX-DTV  | CH 41               | 2.5㎾ | 전북 전주, 완주, 익산, 군산, 김제, 부안, 정읍, 임실, 충남 서천, 부여, 논산            |
| FM라디오  |                            |           |                     |       |                                                                                       |
| 채널      | 방송국명                   | 호출부호  |                     | 출력  | 가시청권                                                                              |
| 90.1MHz   | JTV MagicFM                | HLDQ-FM   |                     | 5㎾   | 전북 전주, 완주, 익산, 군산, 김제, 부안, 정읍, 임실, 충남 서천, 부여, 논산, 공주 일부 |
| 92.9MHz   | KBS전주 제2라디오(HappyFM) | HLAS-SFM  |                     | 3㎾   | 전북 전주, 완주, 익산, 군산, 김제, 부안, 정읍, 임실, 충남 서천, 부여, 논산, 공주 일부 |
| 94.3MHz   | 전주MBC 라디오             | HLCX-SFM  |                     | 4㎾   | 전북 전주, 완주, 익산, 군산, 김제, 부안, 정읍, 임실, 충남 서천, 부여, 논산, 공주 일부 |
| 96.9MHz   | KBS전주 제1라디오          | HLKF-SFM  |                     | 5㎾   | 전북 전주, 완주, 익산, 군산, 김제, 부안, 정읍, 임실, 충남 서천, 부여, 논산, 공주 일부 |
| 97.9MHz   | WBS전북원음방송            | HLDV-FM   |                     | 3㎾   | 전북 전주, 완주, 익산, 군산, 김제, 부안, 정읍, 임실, 충남 서천, 부여, 논산, 공주 일부 |
| 99.1MHz   | 전주MBC FM4U               | HLCX-FM   |                     | 5㎾   | 전북 전주, 완주, 익산, 군산, 김제, 부안, 정읍, 임실, 충남 서천, 부여, 논산, 공주 일부 |
| 100.7MHz  | KBS전주 음악FM             | HLKF-FM   |                     | 5㎾   | 전북 전주, 완주, 익산, 군산, 김제, 부안, 정읍, 임실, 충남 서천, 부여, 논산, 공주 일부 |
| 102.5MHz  | TBN전북교통방송            | HLCM-FM   |                     | 3㎾   | 전북 전주, 완주, 익산, 군산, 김제, 부안, 정읍, 임실, 충남 서천, 부여, 논산, 공주 일부 |
| 103.7MHz  | 전북CBS 라디오             | HLCM-SFM  |                     | 5㎾   | 전북 전주, 완주, 익산, 군산, 김제, 부안, 정읍, 임실, 충남 서천, 부여, 논산, 공주 일부 |
| 106.9MHz  | EBS FM                     | HLQL-FM   |                     | 3㎾   | 전북 전주, 완주, 익산, 군산, 김제, 부안, 정읍, 임실, 충남 서천, 부여, 논산, 공주 일부 |
| 지상파DMB |                            |           |                     |       |                                                                                       |
| 앙상블명  | 방송국명                   | 호출부호  | 채널(주파수)        | 출력  | 가시청권                                                                              |
| Honam MBC | myMBC TV                   | HLCN-TDMB | CH 12A (205.280MHz) | 2㎾   | 전북 전주, 완주, 익산, 군산, 김제, 부안, 정읍, 임실, 충남 서천, 부여, 논산, 공주 일부 |
| U-KBS     | KBS STAR                   | -         | CH 12B (207.008MHz) | 2㎾   | 전북 전주, 완주, 익산, 군산, 김제, 부안, 정읍, 임실, 충남 서천, 부여, 논산, 공주 일부 |
| U-KBS     | HD KBS STAR                | -         | CH 12B (207.008MHz) | 2㎾   | 전북 전주, 완주, 익산, 군산, 김제, 부안, 정읍, 임실, 충남 서천, 부여, 논산, 공주 일부 |
| U-KBS     | KBS HEART                  | -         | CH 12B (207.008MHz) | 2㎾   | 전북 전주, 완주, 익산, 군산, 김제, 부안, 정읍, 임실, 충남 서천, 부여, 논산, 공주 일부 |
| U-KBS     | KBS MUSIC                  | -         | CH 12B (207.008MHz) | 2㎾   | 전북 전주, 완주, 익산, 군산, 김제, 부안, 정읍, 임실, 충남 서천, 부여, 논산, 공주 일부 |
| KBC       | KBC-SBSu                   | -         | CH 12C (208.736MHz) | 2㎾   | 전북 전주, 완주, 익산, 군산, 김제, 부안, 정읍, 임실, 충남 서천, 부여, 논산, 공주 일부 |
| KBC       | JTV-mYTN                   | -         | CH 12C (208.736MHz) | 2㎾   | 전북 전주, 완주, 익산, 군산, 김제, 부안, 정읍, 임실, 충남 서천, 부여, 논산, 공주 일부 |

## 등산로
- 김제시 금산사 방면
- 완주군 구이 방면
- 전주시 중인동 도계로 방면